# Hermann Krone
Hermann Krone (Breslau, 14 de septiembre de 1827-Laubegast- Dresde, 17 de septiembre de 1916) fue un fotógrafo, científico, profesor universitario y publicista alemán. Fundó el Museo Histórico Didáctico de la Fotografía (Historische Lehrmuseum für Photographie) de Dresde y fue la primera persona que introdujo la fotografía en la universidad, además de uno de los fotógrafos más importantes del siglo XIX.

## Biografía
Krone nació en la entonces importante ciudad alemana de Breslau (Silesia), hoy en día en Polonia, en el seno de una familia relacionada con el mundo de la impresión: su padre era litógrafo y su abuelo editor.
En 1843 comenzó Ciencias Naturales en la Universidad de Breslau, donde desde el comienzo se introdujo en la experimentación fotográfica y en la construcción de su propia cámara.
Desde 1849 asistió a Academia de Arte de Dresde y durante un corto periodo de tiempo fue alumno de Ludwig Richter. En 1851 abrió su propio estudio fotográfico en Leipzig, pero como era extranjero (en esa época Alemania no era todavía un estado unificado), al poco tiempo tuvo que traspasárselo a la fotógrafa Friedericke Pommer.
Finalmente Hermann  Krone regresó a Dresde, donde obtuvo la ciudadanía y terminó estableciéndose definitivamente. En 1853 renovó un fotoestudio existente y estableció una institución de enseñanza fotográfica.
Su serie fotográfica de 1853 sobre las montañas de Elbsandstein representan el nacimiento de la fotografía de paisaje en Sajonia. En 1856 hizo en la Suiza sajona unas de las primeras tomas realizadas en cuevas. Realizó estudios de genética antropoespeología, considerándosele uno de los fundadores de los estudios científicos en espeleología en Sajonia, realizando numerosos informes científicos notables al respecto.
De 1870 a 1907 impartió clases teóricas y práctica de fotografía en el Instituto Politécnico, posteriormente Universidad Técnica de Dresde. 
Durante todo este periodo profesional krone trabajó utilizando desde los primeros  procedimientos, como el Daguerrotipo y el Calotipo, hasta los materiales fotográficos industriales posteriores.
Para sus clases utilizaba una gran cantidad de fotografías y equipo técnico diverso para diferentes procedimientos, todo ello de gran valor desde el punto de vista histórico de la fotografía. En 1907 donó esta colección al Instituto Fotográfico de la Universidad Técnica de Dresde, hoy en día Instituto para la Fotofísica Aplicada de Dresde.
En 1874, junto con su hijo Johannes Krone, formó parte de una expedición fotográfica alemana a las Islas Auckland, que plasmó en una publicación titulada Padre e hijo de Viaje por el mundo ('Vater und Sohn auf Weltreise).
En 1887 realizó una expedición por Rusia.
Tras su muerte en Laubegast, hoy en día un barrio de Dresde, en 1916, su tumba no se ha conservado.

## Obra

### Publicaciones[5][6]
- Die für alle Zeit von praktischem Wert bleibenden photographischen Urmethoden. Nachdruck: Fotokinoverlag, Leipzig 1985
- Métodos fotográficos primigenios. 1907. Reedición: Editorial Fotokino, Leipzig 1985)
- Primera ruta fotográfica de la Suiza Sajona. Reedición: Editorial Fotokino, Leipzig 1997.
- Museo histórico didáctico de la fotografía. Experimento, Arte, Medios de masas. Verlag der Kunst, Dresde 1998, ISBN 90-5705-086-2.[7]
- Vater und Sohn auf Weltreise. 1874, 1875 . Australia. Hendel, Halle an der Saale 1901.

### Fotografías

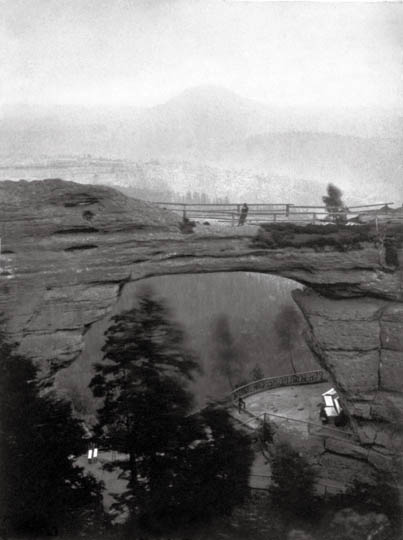
Prebischtor en la Suiza Bohemia, 1853
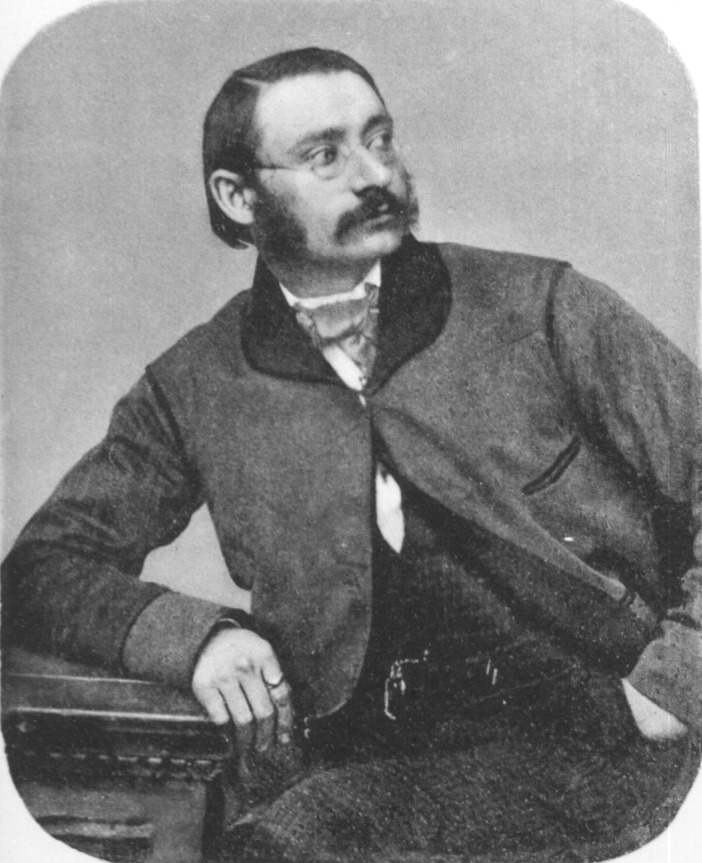
Autorretrato hacia 1854
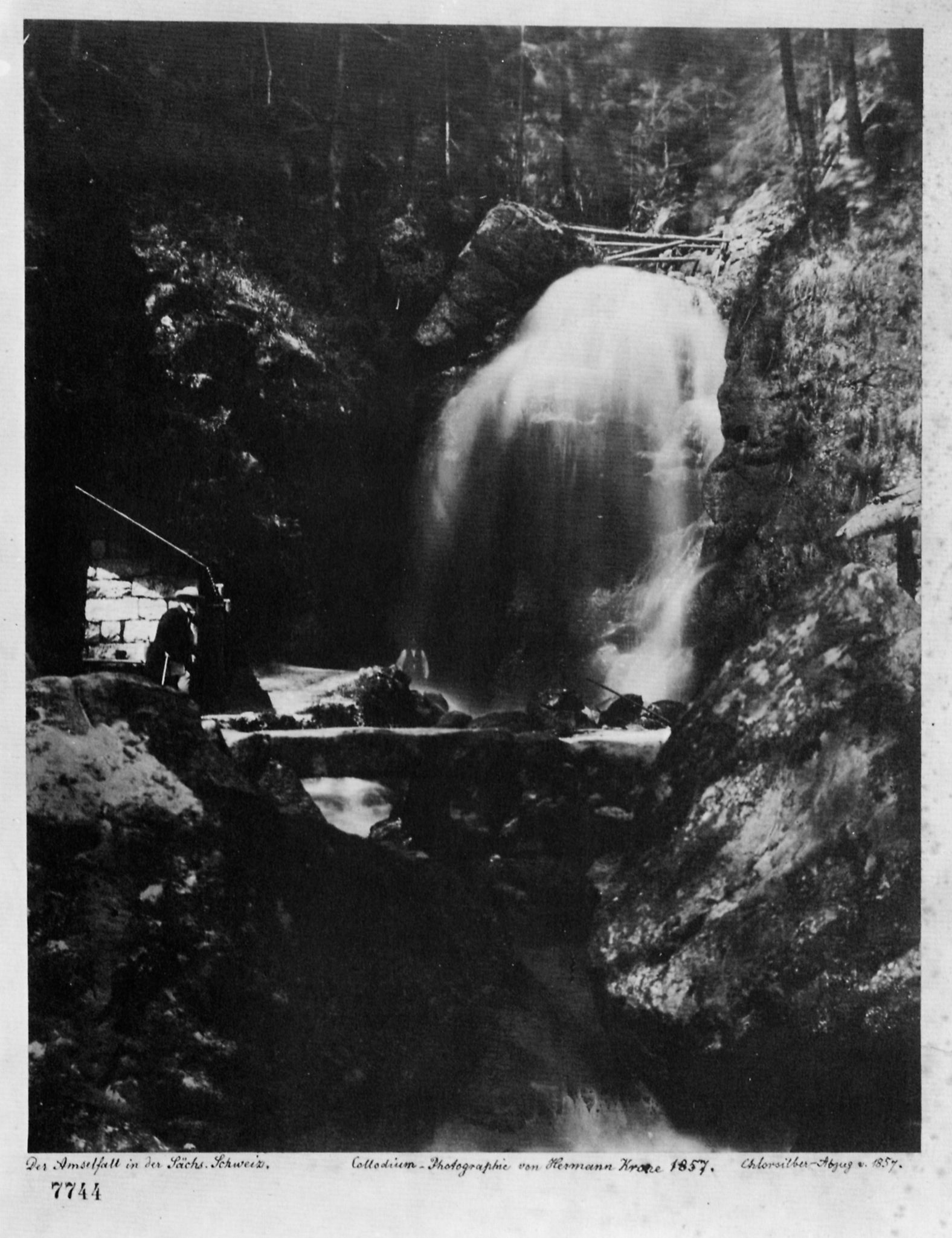
Amselfall en la Suiza Sajona, 1857
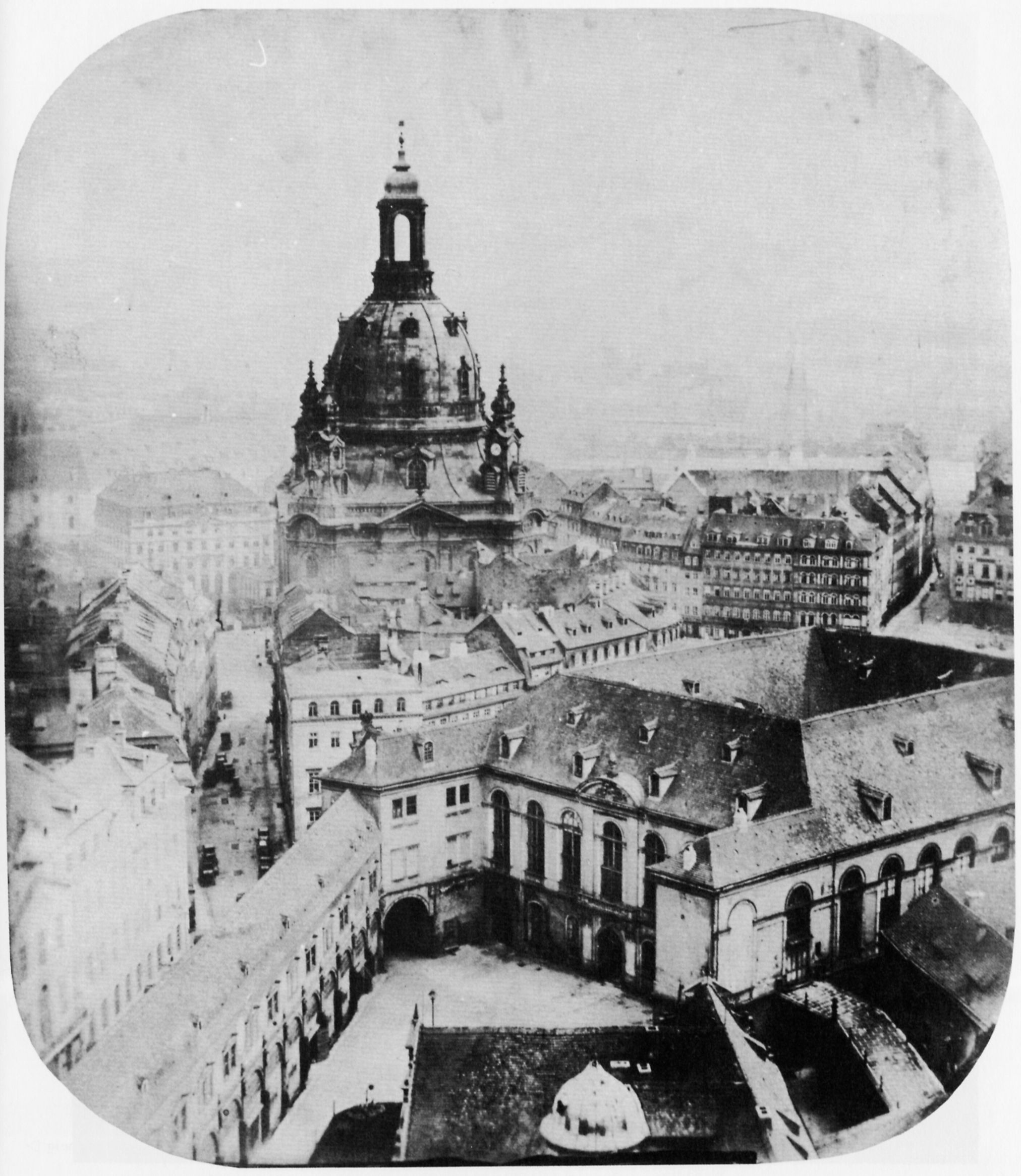
Frauenkirche en Dresde, hacia 1857
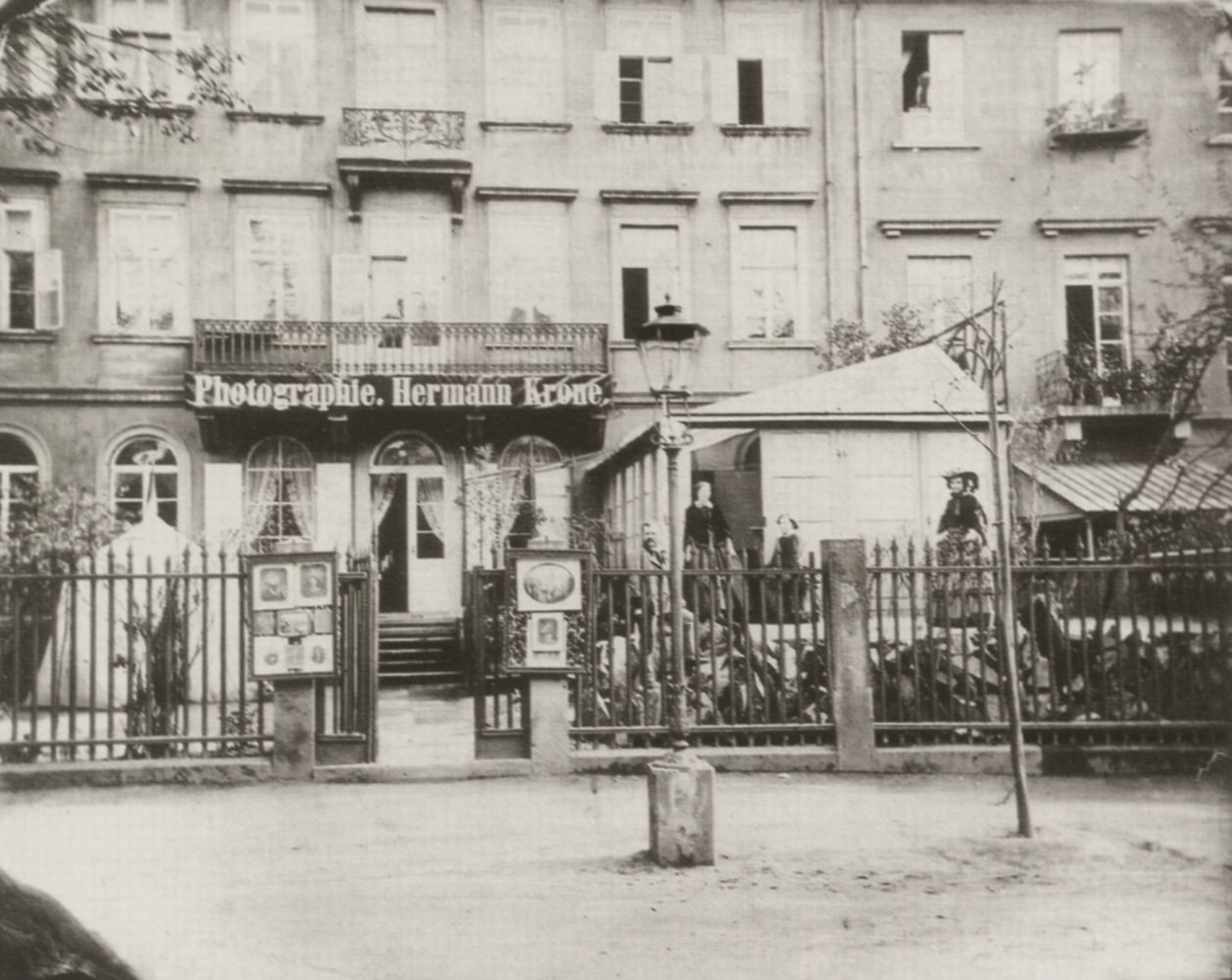
Estudio de Hermann Krone en Dresde, 1864

## Exposiciones
- 1998: En la luz, a través de la luz (Im Licht durchs Licht zum Licht). Hermann Krone, Fotógrafo (1827–1916). Dresde.